# Durme
De Durme is een Belgische zijrivier van de Schelde. Men beschouwt de Durme als de verzamelnaam voor de Bovendurme en Benedendurme, en veelal als een samenvloeiing van de Zuidlede en de Moervaart ter hoogte van Daknam, een deelgemeente van Lokeren. De oorspronkelijke rivier was echter veel langer (102km), en omvatte onder meer de Zuidlede, Moervaart, Kale en Poekebeek. De Durme vloeit in de Schelde nabij Tielrode, deelgemeente van Temse. De lengte van Moervaart en Durme samen is 45 km.
De rivier werd voor het eerst vermeld onder de naam Dormia in 694. Delen van de rivier zijn Europees beschermd als onderdeel van Natura 2000-gebied 'Schelde en Durme-estuarium van de Nederlandse grens tot Gent' (BE2300006).

## Etymologie

#### Herkomst naam
In 694 wordt de Durme (Dormia) voor het eerst vermeld. Er bestaat geen eensgezindheid over de etymologie van het woord Durme. De meest algemeen aangenomen verklaring - van Maurits Gysseling, een autoriteit op het vlak van toponymie - is dat Durme is afgeleid van dromia, dat op zijn beurt een afleiding is van het pre-Germaanse grondwoord der dat 'lopen' betekent. Onder invloed van onder andere een klankverschuiving en een r-metathese zou Dromia door de eeuwen heen evolueren naar Dormia, naar Dorme en uiteindelijk Durme, wat dan staat voor 'waterloop'.

#### Veranderende benaming
Tot het eind van de 13e eeuw was de volledige rivier gekend onder de naam Durme. Vanaf dan wordt de historische bovenloop van de Durme echter steeds vaker Kale genoemd, ook onder invloed van het aanleggen van de Moervaart, die in feite de middenloop van de Durme verving, waardoor men de rivier niet meer als een geheel aanzag. Hierdoor verdween de naam Durme vanaf de de vijftiende eeuw ten westen van de Moervaart volledig. 

#### Toponymie
De naam Durme is nog steeds herkenbaar in plaatsnamen tussen Lokeren, Aalter en Hamme. Enkele voorbeelden:
- Oude Durme: Een straat in Lokeren op de plaats van een afgesneden meander van de Durme.
- Durmelaan in Lokeren: een laan met herenhuizen in het centrum van Lokeren.
- de wijk Durmen in de gemeente Zele
- de wijk Durmen in Merendree, een deelgemeente van Nevele
- Durmakker: een industriepark in Evergem, tussen de Ringvaart en de Kale
- Durmstraat in Zomergem: ter hoogte van het kruispunt van het Schipdonkkanaal en de Brugse Vaart
- Durmelaan in Aalter: iets ten zuiden van de Brugse Vaart

## Geschiedenis

### De oorspronkelijke situatie

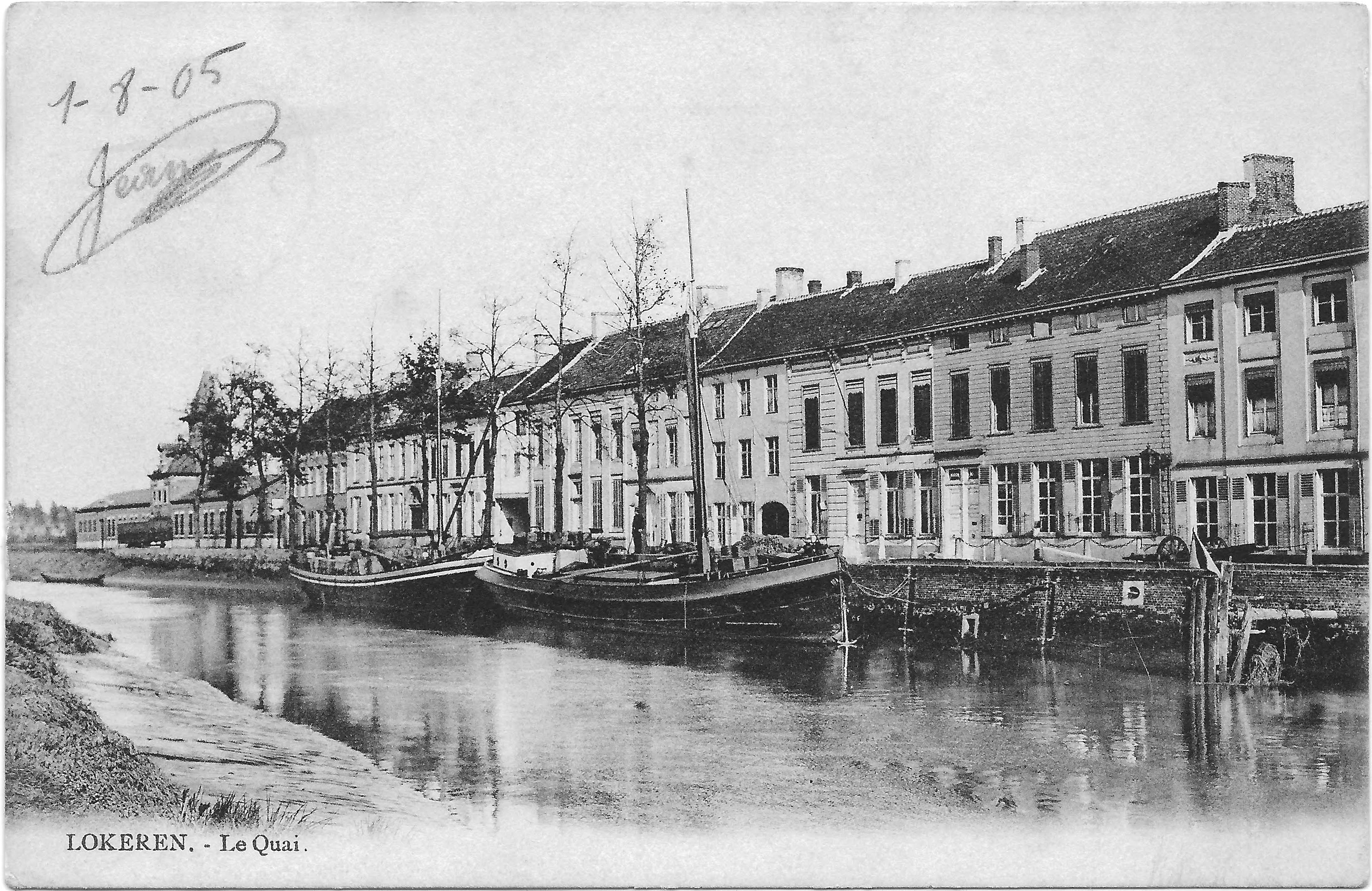
De Durme aan de Grote Kaai in Lokeren (1905)

De Durme was tot in de middeleeuwen aanzienlijk langer en stond toen in belangrijke mate in voor de drainage van het Meetjesland nadat de Schelde deze omgeving sinds het begin van het Holoceen definitief verlaten had. Ze ontsprong in Sint-Joris nabij Beernem en stroomde dan oostwaarts tot Vinderhoute. Daar vloeide ze samen met de Poekebeek (komende van Tielt). Vanaf Vinderhoute liep de Durme noordoostwaarts richting Wondelgem/Evergem en Langerbrugge tot Mendonk. Daar stroomde ze in oostelijke richting verder, doorheen de Moervaartdepressie (Wachtebeke, Moerbeke, Sinaai), om vervolgens zuidwaarts via Lokeren en oostwaarts via Waasmunster uiteindelijk nabij Hamme en Tielrode in de Schelde uit te monden.

### Hydrografische wijzigingen

#### Middeleeuwen

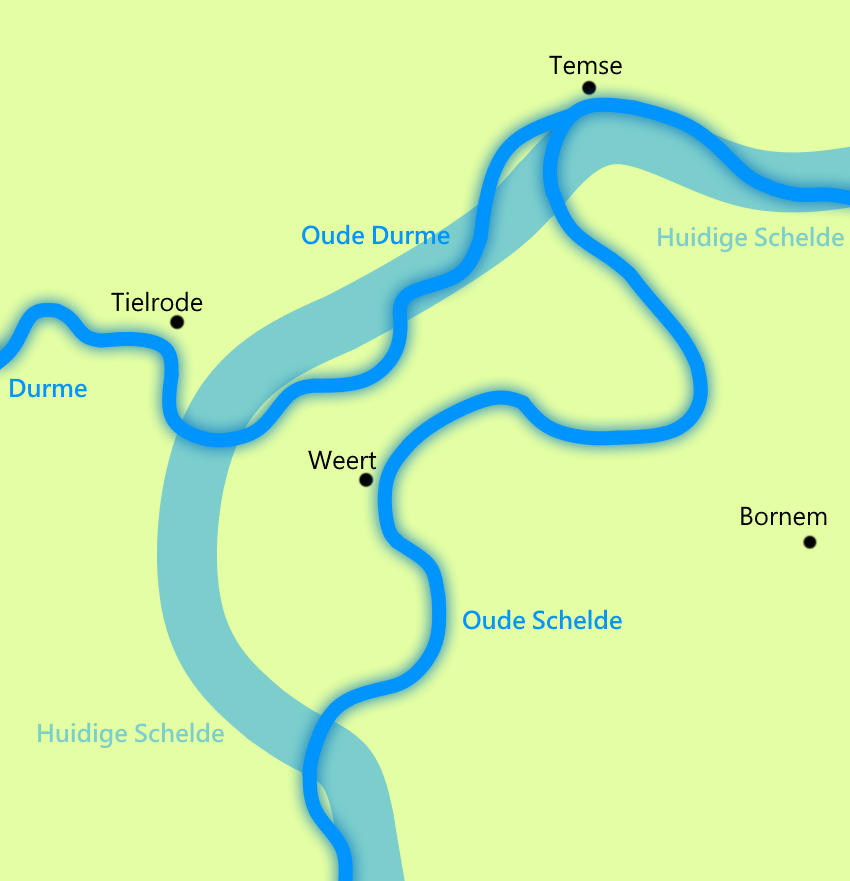
De oude loop en monding van de Durme tussen Bornem, Weert, Tielrode en Temse in de tijd van het Romeinse Keizerrijk

De huidige monding van de Durme in de Schelde bevindt zich nabij Tielrode. De voormalige monding bevond zich echter in Temse. Met het rechttrekken en verbreden van de Schelde in de middeleeuwen, nabij Bornem en Weert, kwam de nieuwe loop van de Schelde in die van de Durme te liggen, waardoor de rivier werd ingekort en de monding verplaatst.

#### Ancien regime

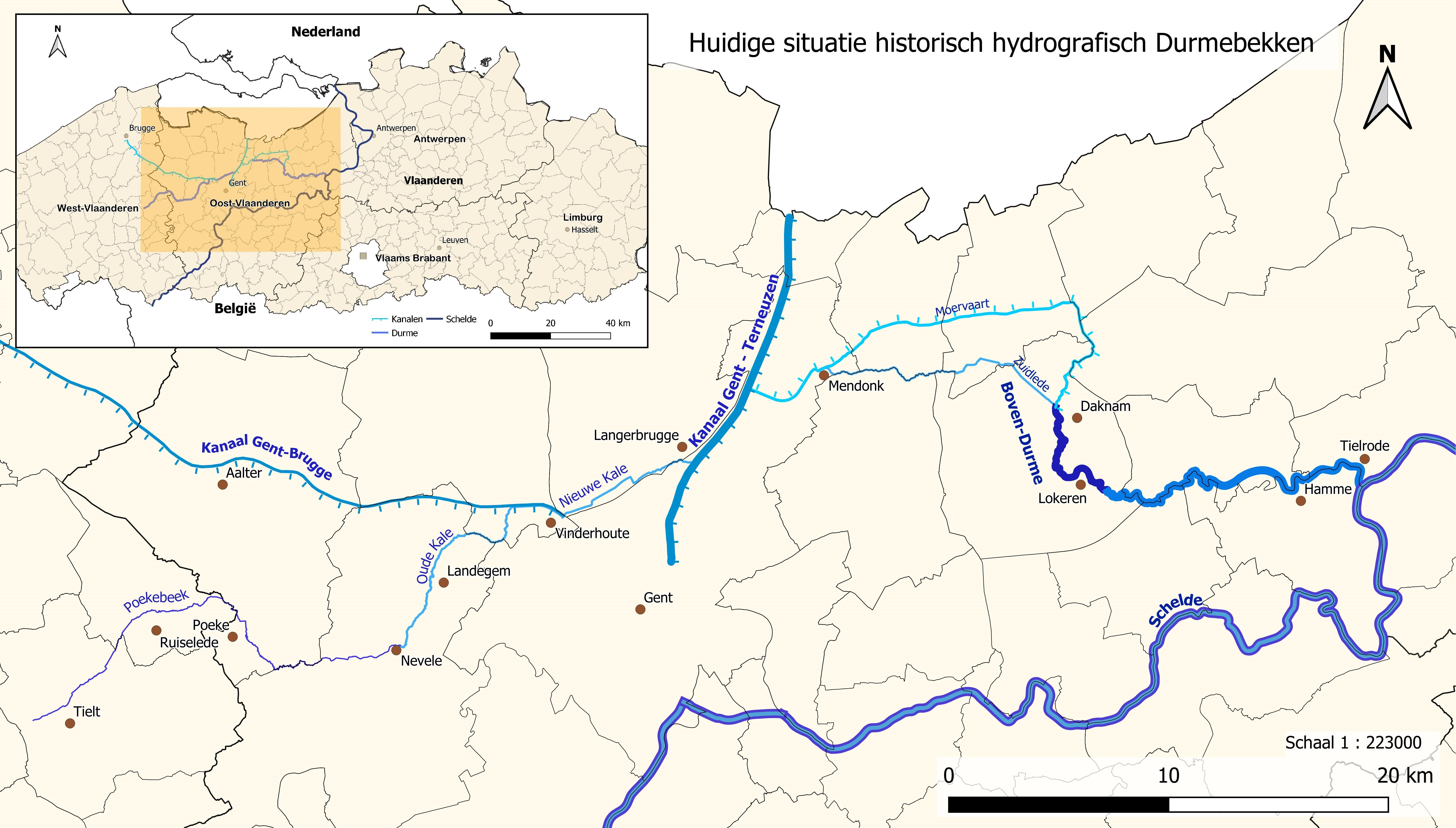
Deze kaart toont de huidige waterlopen en kanalen van het historische hydrografische bekken van de Durme voor de aanpassingen in de loop van de rivier door de mens

De zoektocht van de stad Gent naar een verbinding met de Noordzee én de Westerschelde veranderde de situatie grondig. De aanleg van de Lieve vanaf 1251, de Sassevaart vanaf 1547, de Brugse Vaart vanaf 1613, het Kanaal Gent-Terneuzen (1823-1827) en het Schipdonkkanaal (1846-1860) hebben de middeleeuwse toestand bijna onherkenbaar gewijzigd. 
Door het graven van dit veelvoud aan kruisende kanalen werd de Durme afgesneden van haar bron en bovenloop. Hierdoor, en ook door haar sowieso al extreem kleine verval, begonnen grote delen van de rivier te verzanden. Het zand dat met het opkomende tij via de Schelde werd aangevoerd, ging nu veel meer bezinken in de bedding van de benedenloop. 

#### 20e eeuw
Ondanks alle pogingen om het gebied via grachten te draineren, werden de Durme- en de Moervaartvallei nog steeds geteisterd door overstromingen. Zo was men in de eerste decennia van de 20e eeuw nog vaak genoodzaakt vlotten te bouwen om rapen te kunnen oogsten. Nadat in 1930 opnieuw enkele dijken het hadden begeven, kwam koning Albert I op bezoek. Een jaar later werd in de buurt van de wijk Hondsnest het Pompstation Groote Watering van Sinaai opgericht, wat het begin inluidde van een systematische ontwatering van het valleigebied tussen Daknam en Mendonk. 
Na een ernstige overstroming in de stadskern van Lokeren werd in 1955 besloten om ook hier maatregelen te nemen door de Durme af te dammen ter hoogte van het Molsbroek, om zo de problematische invloed van springtij op de Schelde te kunnen elimineren. Dit splitste de Durme dus in twee delen: de Bovendurme en de Benedendurme. 
Hierdoor werd de Benedendurme van Waasmunster tot in Tielrode in feite een getijdengeul van de Schelde. Bij springtij is er op dit deel van de Durme soms een vloedbranding (mascaret) van enkele centimeters hoog waar te nemen. Dit zeldzame natuurfenomeen is uniek in België.
Het water uit Bovendurme wordt via de Moervaart in het Kanaal Gent-Terneuzen geleid, in feite tegen de stroomrichting van de Durme in. In het verleden veranderde de Durme echter wel vaker van stroomrichting.

#### Omleggingen Durme
De Durme heeft veel omleggingen gekend in haar geschiedenis. Hieronder staan een aantal voorbeelden van in het Waasland.
| Jaar      | Kaart | Uitleg |
| --------- | ----- | --- |
| ?-1778    |       | Een meander van de Durme werd mogelijk afgesneden in de 18e eeuw ter hoogte van het centrum van Lokeren. Er is niet veel informatie te vinden bij deze rechtrekking, maar de meander werd waarschijnlijk afgesneden omdat hij voor wateroverlast zorgde. Deze rechttrekking is tussen 1701 en 1777 gebeurd. |
| ?-1778    |       | Verschillende meanders, nabij het Molsbroek, werden voor 1778 afgesneden en gedempt om scheepvaart makkelijker te maken tussen Lokeren en de Schelde. |
| 1842-1879 |       | De Durme werd tussen 1842 en 1879 rechtgetrokken ter hoogte van de Pontweg/Gentdam in Daknam. De Durme werd rechtgetrokken om de scheepvaart (wat sterk aanwezig was op de Moervaart en de Durme) te verbeteren. Schepen waren daardoor sneller en makkelijker in Lokeren of Moerbeke. |
| 1878-1950 |       | De Durme werd tussen 1879 en 1950 verlegd in het centrum van Lokeren. Dit werd gedaan om een breder stuk aan te leggen met meer plaats voor aanlegplaatsen voor schepen. Hiernaast werd de Durmelaan aangelegd, die later de rijkste straat in Lokeren werd. Dit kun je nog altijd zien door de herenhuizen die in de straat staan. Er is nu een park, het Prinses Josephine Charlottepark, dat de vroegere contouren van de oude Durmebocht volgt. |
| 1931-1937 |       | De grootste rechttrekking van de Durme gebeurde tussen 1931 en 1937. Toen werd een reeks meanders die de grens tussen Hamme en Waasmunster vormen afgesneden van de rivier de Durme. Dit werd gedaan om het bouwen van dijken makkelijker te maken. In de plaats kwam een grote bocht die ten noorden van de overblijvende meanders stroomt. De Oude Durme bij Hamme is tegenwoordig een plek waar veel recreatieve en sportactiviteiten plaatsvinden. Er wordt gevist, gezwommen, gevaren, etc. en daarrond bevindt zich een natuurgebied waar gewandeld en gefietst kan worden. |
| 1952      |       | De meest recente rechttrekking vond plaats in 1952 in het centrum van Lokeren. Dit werd gedaan om de hevige verzanding van de Durme tegen te gaan. Later werd deze grond benut voor onder andere het Durmebad (zwembad) te bouwen, maar ook woningen en om het plan verder te zetten dat het centrum zou moeten uitbreiden, maar dit plan ging echter maar van start in 2011 (toen het Sport-en Jeugdcomplex gebouwd werd, gevolgd door het Oude Durme-appartementencomplex en Haagbeuk).                                                                                         |

## Dorpen en gemeenten langs de Durme

### Vroegere bovenloop

#### Poekebeek
Tielt, Ruiselede, Lotenhulle, Poeke, Vinkt, Kruiswege, Poesele, Meigem, Nevele

#### Kale
Vosselare, Landegem, Heiste, Merendree, Molenkouter, Durmen (Nevele), Slindonk, Lovendegem, Vinderhoute, Molenhoek, Evergem, Kerkbrugge, Langerbrugge

### Huidige loop

#### Moervaart
Doornzele, Rodenhuize, Mendonk, Wachtebeke, Kalve, Terwest, Moerbeke, Vossel, Caudenborm, Klein Sinaai, Zwaanaarde, Leebrug, Brandbezen, Daknam

#### Zuidlede
Mendonk, Puyenbroek, Eksaarde, Keerken, Daknam

#### Durme
Daknam, Lokeren, Durmen, Sint-Anna, Rodendries, Waasmunster, Hamme, Elversele, Tielrode

## Kaart

## Afbeeldingen

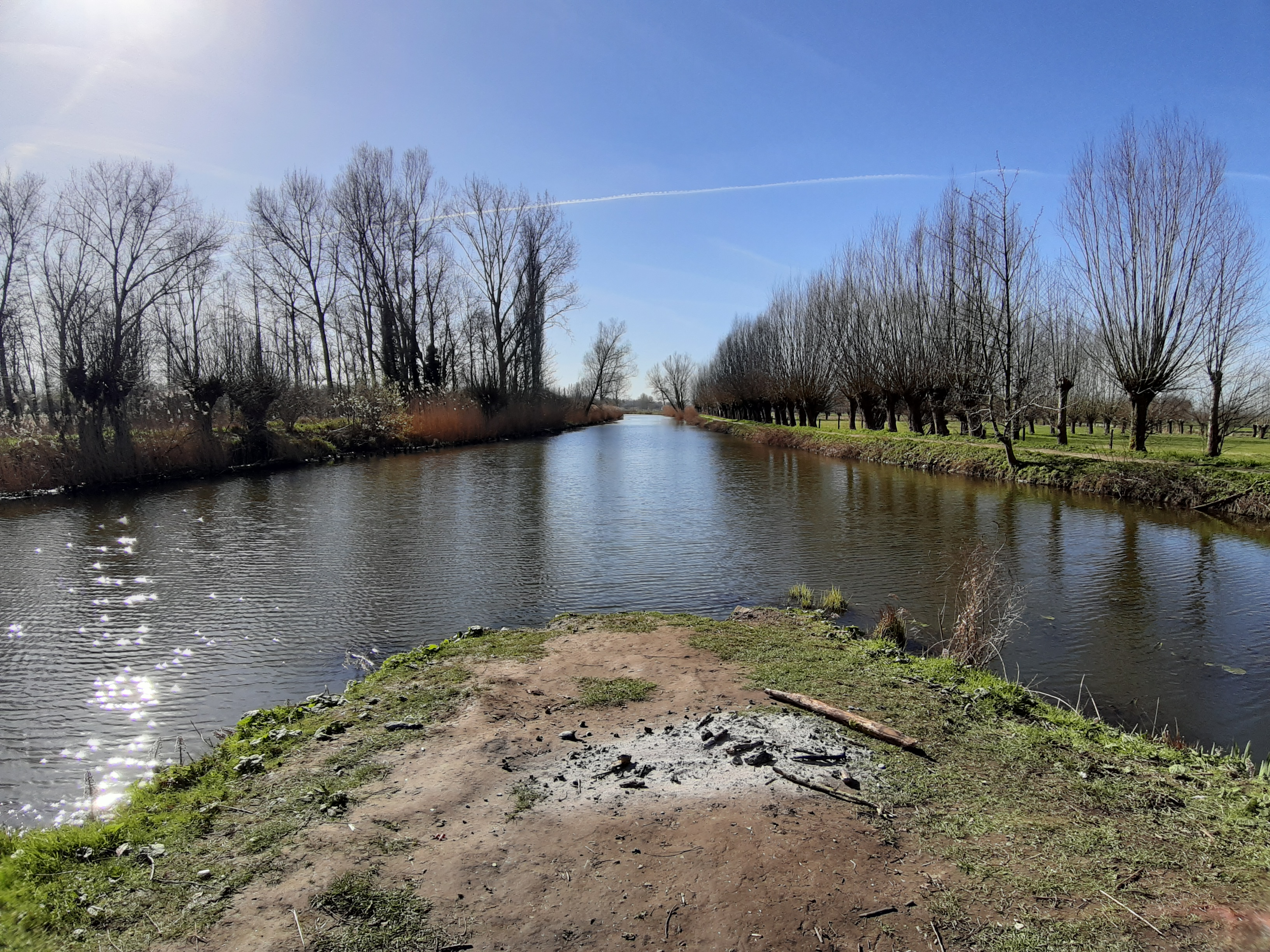
Daknam - bron (Samenvloeiing Moervaart & Zuidlede)
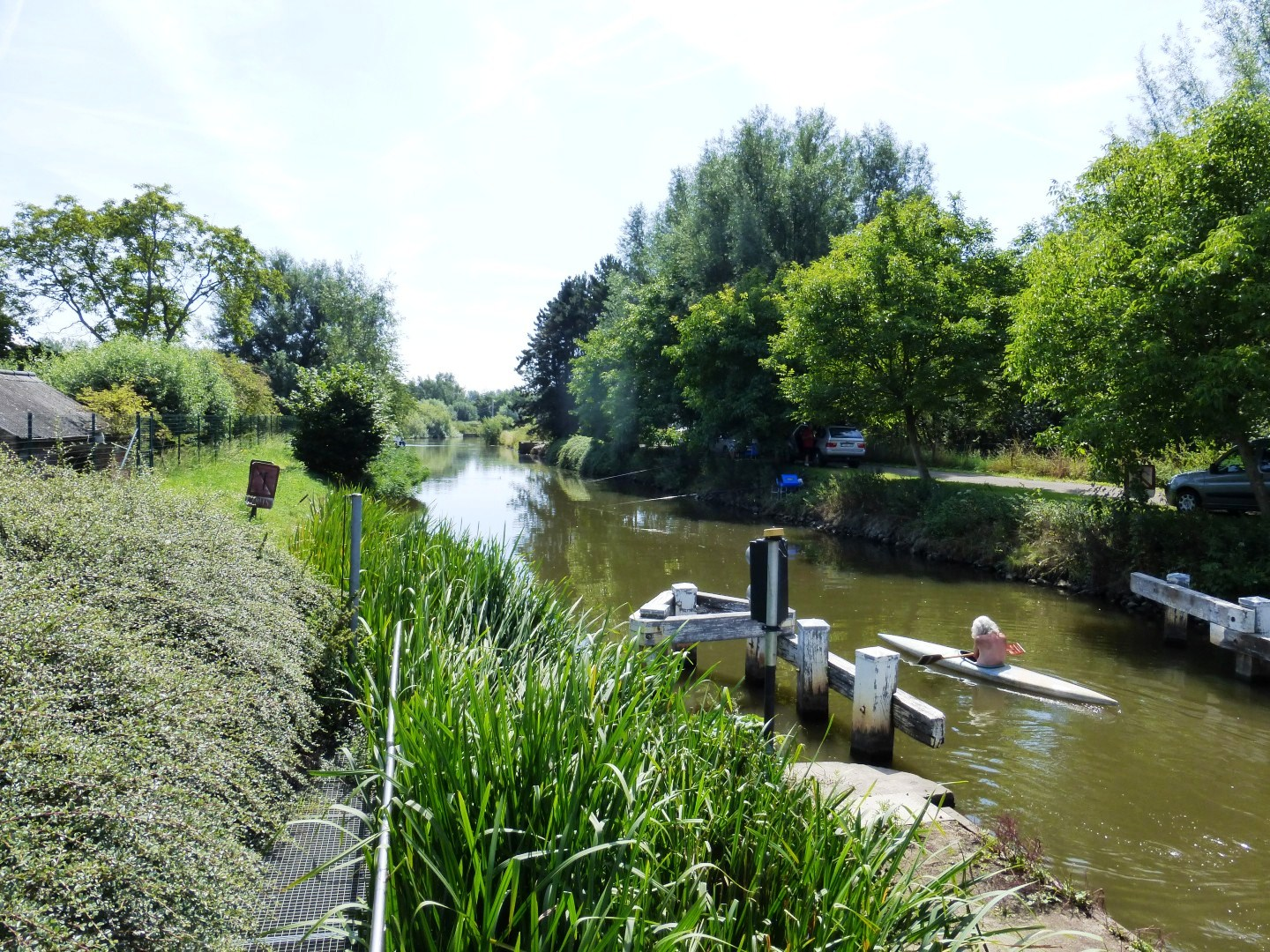
Daknam
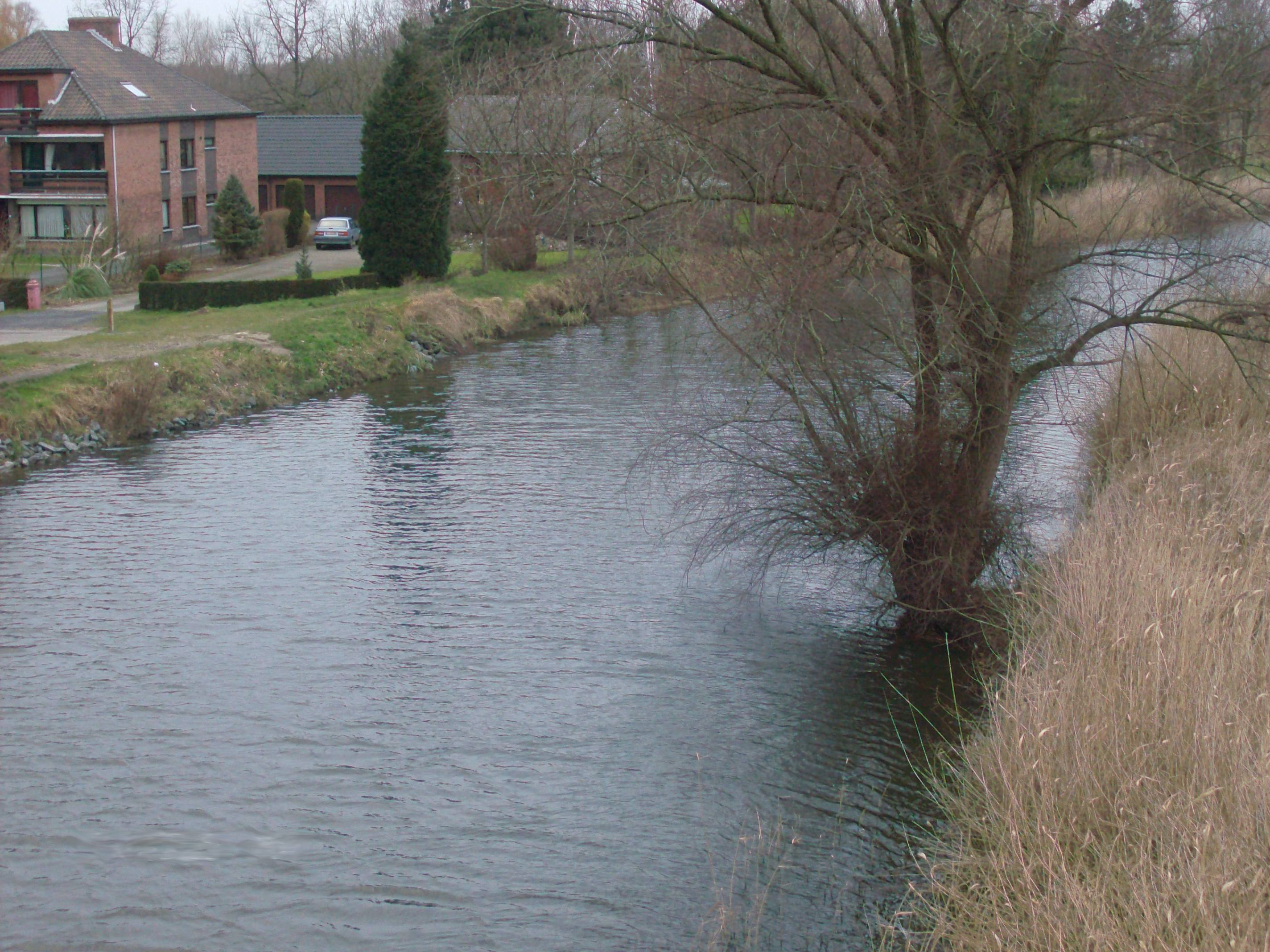
Lokeren (Heirburg)
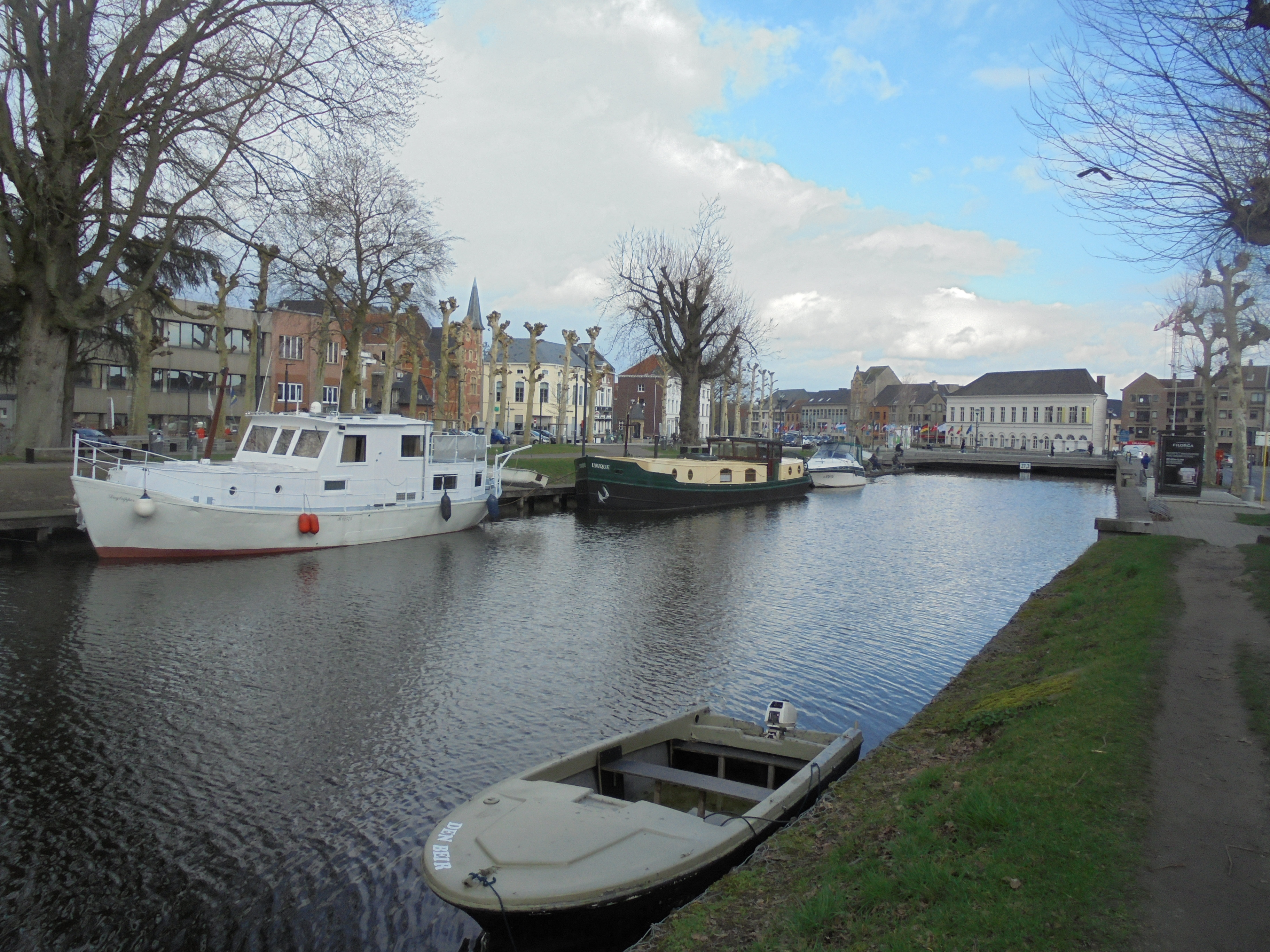
Lokeren (Durmelaan)
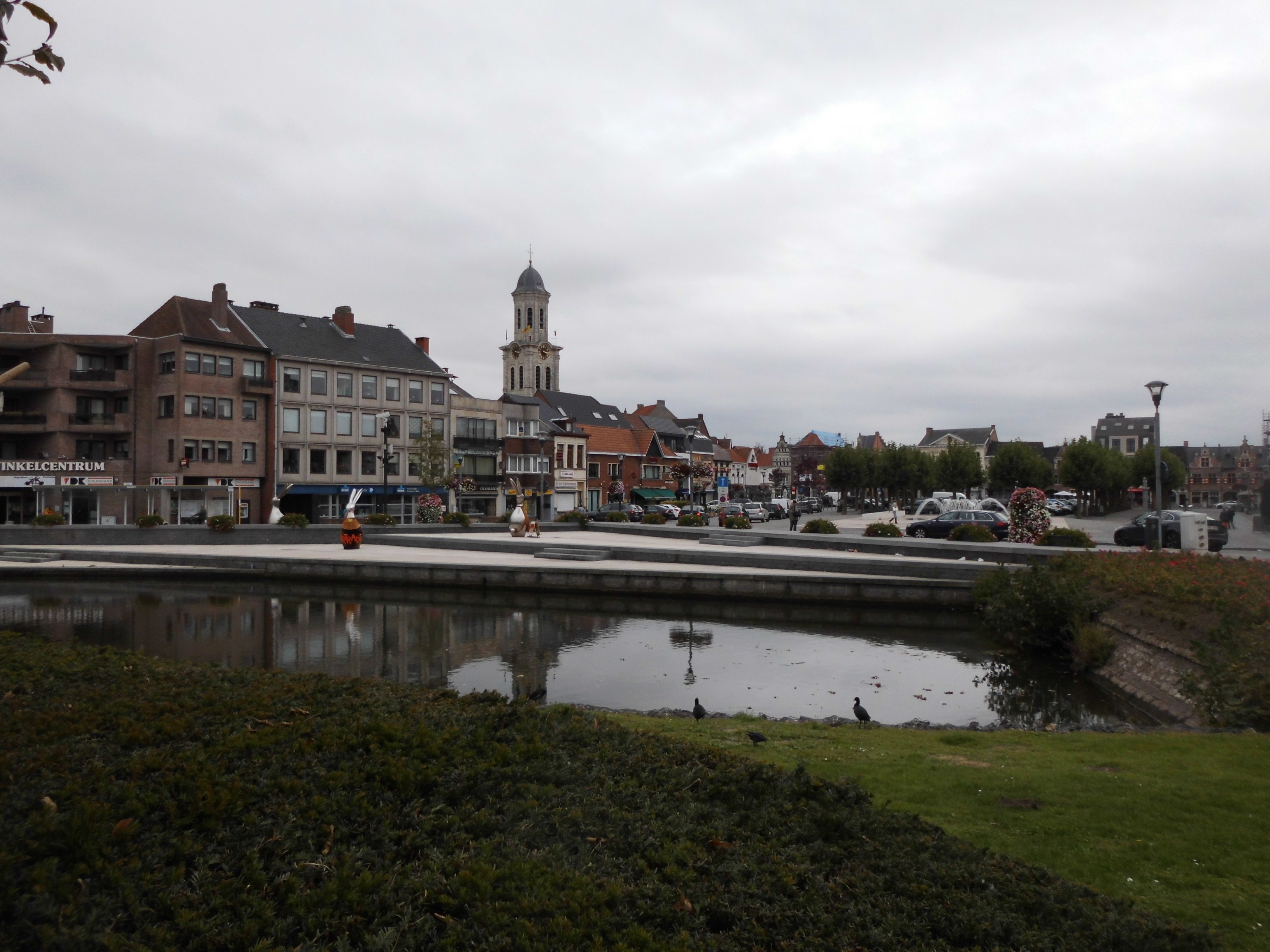
Lokeren
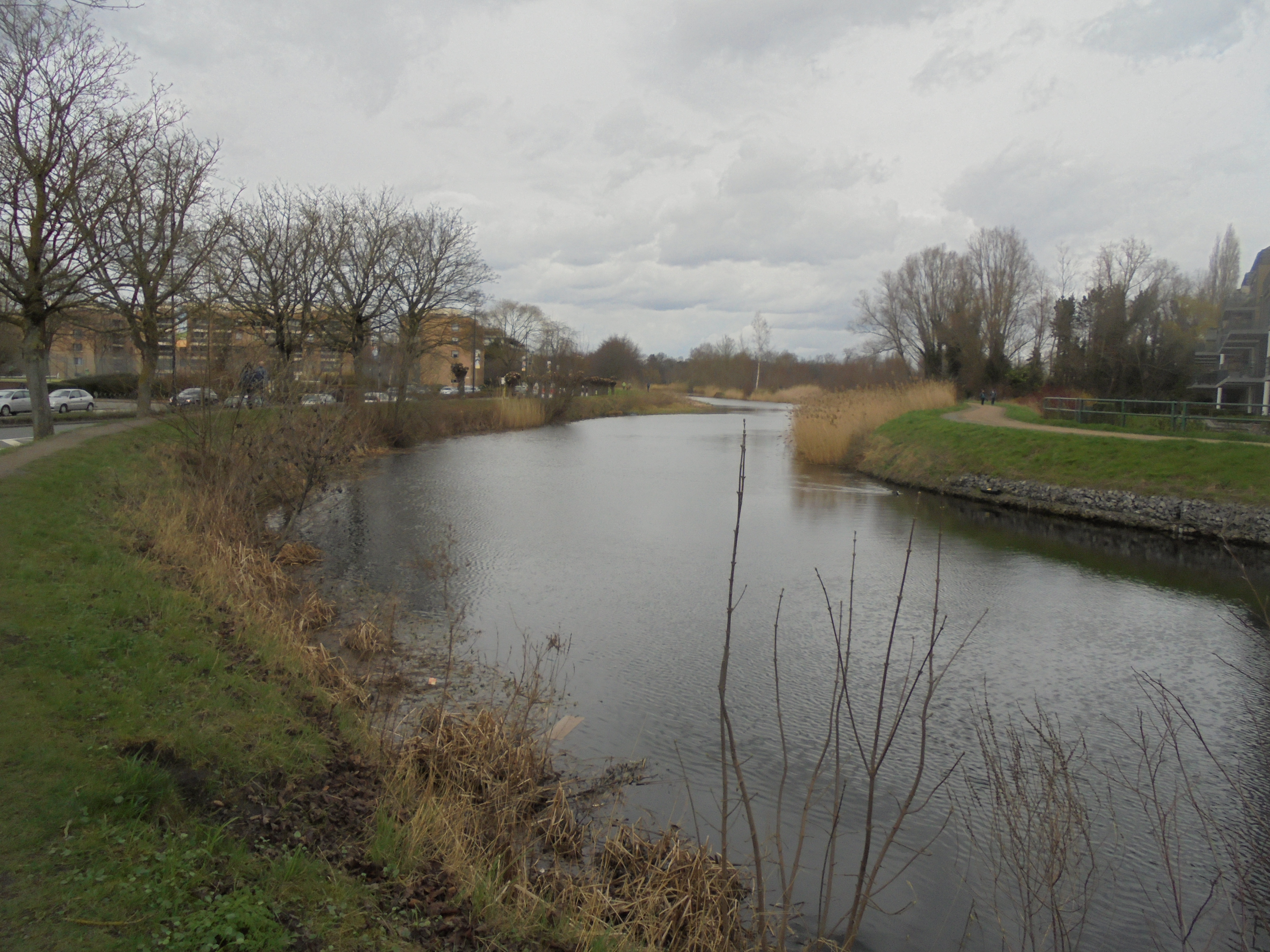
Lokeren (Oude Bruglaan)
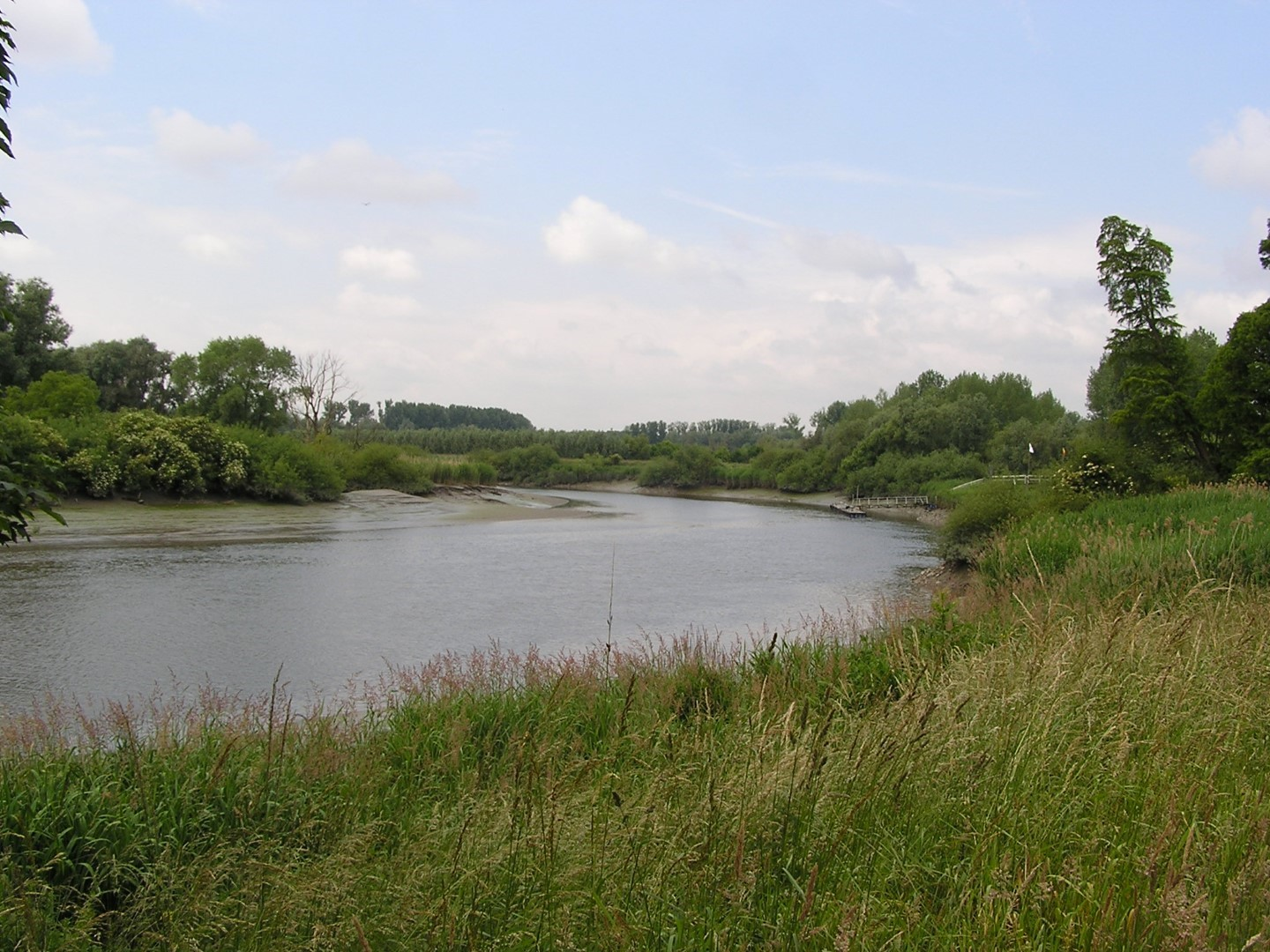
Hamme
Tielrode (Temse) - monding